# جون كوربن
جون كوربن (بالإنجليزية: John Corbin)‏ (2 مايو 1870 - 30 أغسطس 1959)؛ صحفي وروائي أمريكي.

## روابط خارجية
- جون كوربن على موقع قاعدة بيانات برودواي على الإنترنت (الإنجليزية)